# Oxydendrum arboreum
Genre
Espèce
Classification phylogénétique
Oxydendrum arboreum est une espèce de plante à fleurs de la famille des Éricacées, c'est l'unique espèce du genre Oxydendrum (taxon monotypique).
Oxydendrum arboreum, connu sous le nom sourwood en anglais, est un arbre natif de l'Est des États-Unis, principalement distribué dans la partie inférieure des Appalaches. Son écorce présente des sillons profonds.

## Usage
Les fleurs permettent la production d'un miel apprécié. Cet arbre est aussi utilisé pour l'ornement.